# ISO 3166-2:TG
ISO 3166-2:TG é a entrada para Togo no ISO 3166-2, parte do ISO 3166 padrão publicada pela Organização Internacional para Padronização (ISO), que define códigos para os nomes das principais subdivisões (ex., províncias ou estados) de todos países codificado no ISO 3166-1.
Atualmente os códigos ISO 3166-2 para Togo, estão definidos para 5 regiões.
Cada código é constituído por duas partes, separadas por um hífen. A primeira parte do código de Togo é TG , no ISO 3166-1 alfa-2. A segunda parte é uma letra.

## Códigos atuais
Os nomes de subdivisões são listados como no padrão ISO 3166-2 publicada pela Agência de Manutenção ISO 3166 (ISO 3166/MA).
 Clique no botão no cabeçalho para ordenar cada coluna.
| Código | Nome da subdivisão |
| ------ | ------------------ |
| TG-C   | Centre             |
| TG-K   | Kara               |
| TG-M   | Maritime (região)  |
| TG-P   | Plateaux           |
| TG-S   | Savannes           |